# Joias de Isabel II do Reino Unido

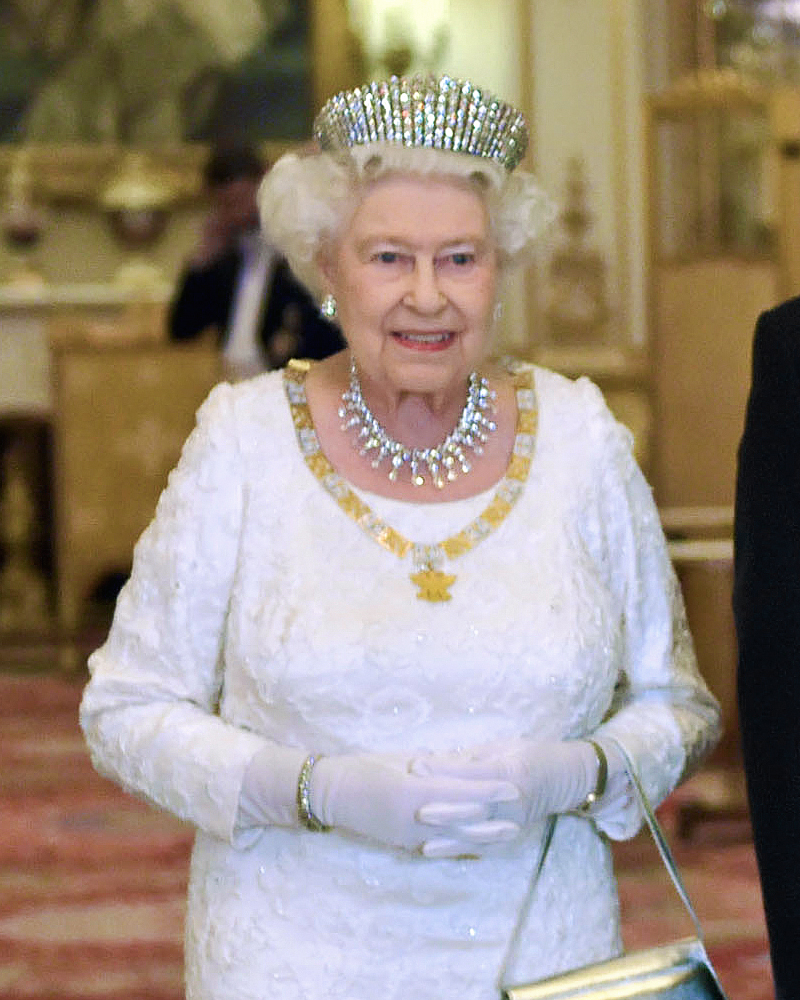
Isabel II portando a Tiara Kokoshnik, um conjunto de diamantes e o Grande-Colar da Ordem da Águia Asteca durante um banquete de Estado ao Presidente do México, em 2015.

Isabel II (1926-2022), Rainha do Reino Unido e Chefe da Comunidade Britânica de 1952 a 2022, possuía uma coleção histórica de joias - algumas através de seu direito como Soberana britânica e outras em sua coleção privada. As joias costumam ser classificadas em artefatos preservados e estudados pela Royal Collection e as Joias da Coroa, que compõem a regalia real e são utilizadas nas cerimônias de coroação do monarca britânico.
A origem de uma coleção distinta de joias reais é vaga, embora se acredite que as joias tenham sua origem em algum lugar no século XVI. Muitas das peças são provenientes de outras regiões do globo e acabaram tendo como destino o Reino Unido como resultado de guerras civis, golpes de Estado e revoluções em seus respectivos países originários. Uma parte considerável deste acervo, no entanto, foi adquirido como presentes específicos aos monarcas britânicos. A maioria das joias data dos séculos XIX e XX.
As joias da Coroa são usadas apenas em coroações (Coroa de Santo Eduardo sendo usada para coroar o monarca) e na Abertura Anual do Estado (a Coroa Imperial de Estado). Em outras ocasiões formais, como banquetes, a rainha usa as joias de sua coleção. Isabel II possui mais de 300 itens de joalharia, incluindo 98 broches, 46 colares, 37 pulseiras, 34 pares de brincos, 15 anéis, 14 relógios e 5 pingentes, os mais notáveis são detalhados neste artigo.

## História

### História geral
Ao contrário das joias da Coroa - que datam principalmente da ascensão de Carlos II - as joias não são insígnias ou insígnias oficiais. Grande parte da coleção foi projetada para rainhas regentes e rainhas consorciadas, embora alguns reis tenham adicionado à coleção. Alguns diamantes foram trazidos para o Reino Unido a partir das colônias britânicas e terras distantes como espólios de guerra. A maior parte das joias foi comprada de outros chefes de Estado europeus e membros da aristocracia, ou transmitida por gerações mais antigas da família real, muitas vezes como presentes de aniversário e casamento. Nos últimos anos, Isabel II os usou como Rainha da Austrália, Canadá e Nova Zelândia, e pode ser vista usando joias de sua coleção em retratos oficiais feitos especialmente para esses reinos.

### A disputa pelaCasa de Hanôver
Em 1714, com a ascensão de Jorge I, o Reino da Grã-Bretanha e o Reino de Hanôver passaram a ser governados em união pessoal pela Casa de Hanôver. Os primeiros monarcas hanoverianos tiveram o cuidado de manter as heranças dos dois reinos separadas. Jorge III deu metade da herança britânica para sua noiva, Charlotte de Mecklenburg-Strelitz, como presente de casamento. Em seu testamento, Charlotte deixou as joias para a "Casa de Hanôver". O Reino de Hanôver seguiu a Lei Sálica, segundo a qual a linha de sucessão passava por herdeiros do sexo masculino. Assim, quando a rainha Vitória aderiu ao trono do Reino Unido, seu tio Ernesto Augusto, Duque de Cumberland e Teviotdale tornou-se rei de Hanôver. O rei Ernest exigiu uma porção das joias, não apenas como monarca de Hanôver, mas também como filho da rainha Charlotte. Vitória se recusou a entregar qualquer uma das joias, alegando que elas haviam sido compradas com dinheiro britânico. O filho de Ernest, Jorge V, de Hanôver, continuou a pressionar o pedido. O marido de Vitória, o príncipe Alberto, sugeriu que ela fizesse um acordo financeiro com o monarca de Hanôver para guardar as joias, mas o Parlamento informou à rainha que não comprariam as joias nem os fundos de empréstimo para o propósito. Uma comissão parlamentar foi criada para investigar o assunto e em 1857 eles encontraram em favor da Casa de Hanover. Em 28 de janeiro de 1858, 10 anos após a morte de Ernest, as joias foram entregues ao embaixador de Hanôver, o conde Kielmansegg. Vitória conseguiu manter uma de suas joias favoritas: uma bela corda de pérolas.

## Propriedade e valor
Algumas peças de joalharia feitas antes da morte da Rainha Vitória em 1901 são consideradas heranças pertencentes à Rainha à direita da Coroa e passam de um monarca a outro em perpetuidade. Objetos feitos posteriormente, incluindo presentes oficiais, também podem ser adicionados àquela parte da Royal Collection, a critério exclusivo de um monarca. Não é possível dizer quanto vale a coleção porque as joias têm uma história rica e única, e é improvável que sejam vendidas no mercado aberto.
No início do século 20, outras cinco listas de joalharia, que também nunca foram publicadas, complementavam as que restavam à coroa pela rainha Vitória:
- joias deixadas para a coroa por Sua Majestade a Rainha Vitória
- Joias deixadas por Sua Majestade a Sua Majestade o Rei
- joias deixadas a Sua Majestade Eduardo VII por Sua Majestade a Rainha Vitória, doravante considerada como pertencente à Coroa e a ser usada por todas as futuras Rainhas à direita dela
- joias a propriedade de Sua Majestade Jorge V
- joias dadas à coroa por Sua Majestade a Rainha Maria de Teck
- joias dadas à coroa por Sua Majestade Jorge V

## Tiaras

### Delhi DurbarTiara

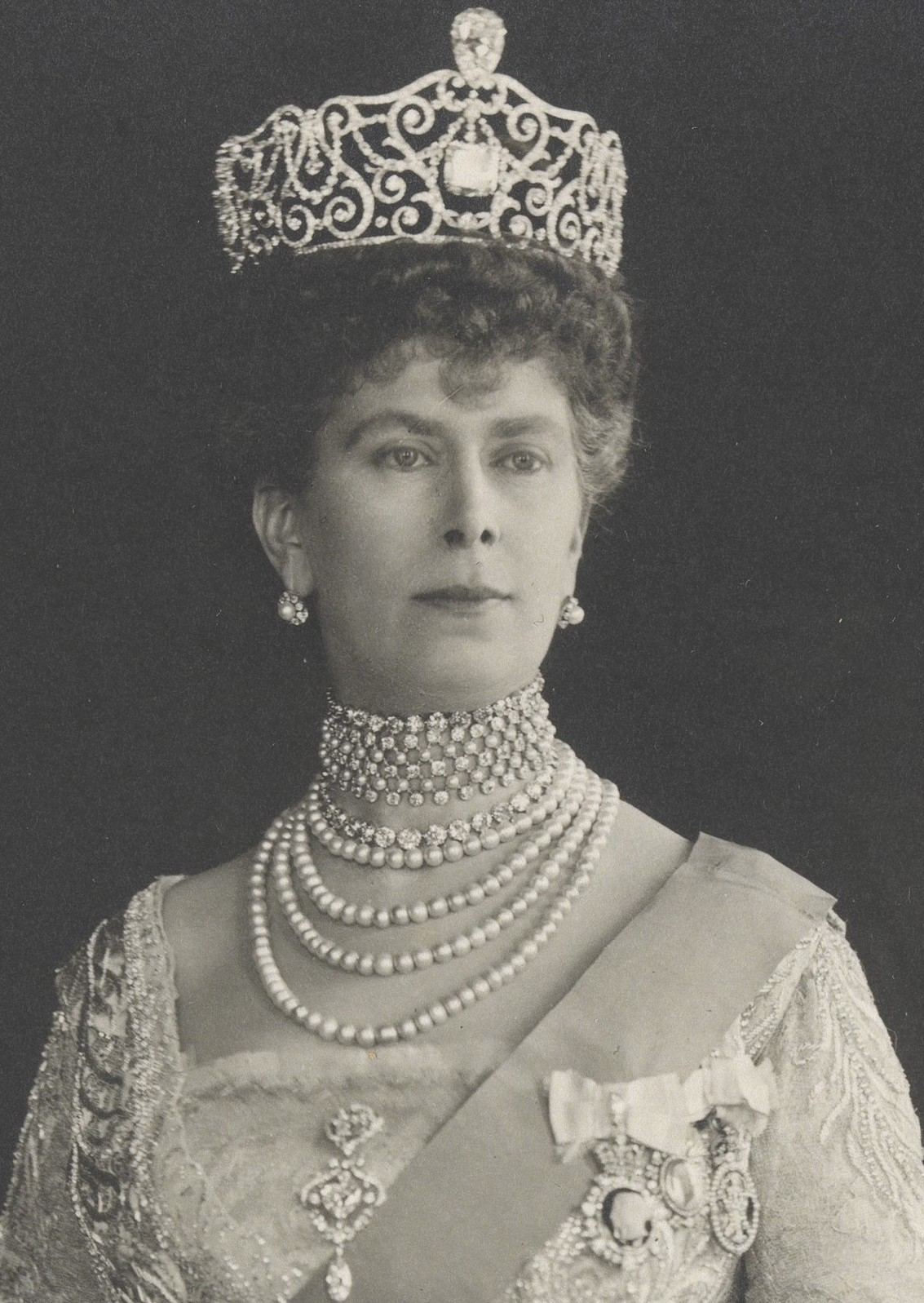
A Rainha Mary utilizando a Delhi Durbar Tiara em sua versão original.

A Delhi Durbar Tiara foi feita pela Garrard & Co. para Maria de Teck, a esposa de Jorge V, para usar no Delhi Durbar em 1911. Como a lei britânica proibia a remoção das joias da Coroa do país, o rei Jorge V usava uma coroa especialmente feita (a Coroa Imperial da Índia) para o Durbar, a Rainha Maria de Teck usava a tiara. Fazia parte de um conjunto de joias feito para o Rainha Maria de Teck usar no evento que incluía um colar, brincos, broche e brincos. Feita de ouro e platina, a tiara tem 8 cm de altura e tem a forma de um alto círculo de liras e rolos S ligados por festões de diamantes. Ele foi originalmente criado com 10 das esmeraldas de Cambridge, adquiridas pela Rainha Maria em 1910 e primeiro de propriedade de sua avó, a Duquesa de Cambridge. Em 1912, a tiara foi alterada para receber um ou ambos os diamantes de Cullinan III e IV; o diamante em forma de pêra era mantido no topo, e a pedra em forma de almofada estava pendurada na abertura oval por baixo. Maria emprestou a tiara à rainha Isabel (mais tarde a rainha-mãe) para a viagem real de 1947 na África do Sul, e permaneceu com ela até a sua morte, em 2002, quando passou para a rainha Isabel II. Em 2005, a rainha emprestou a tiara para sua nora, a duquesa da Cornualha.

### Tiara Franja da Rainha Maria
Esta tiara, que também pode ser usada como colar, foi feita para a Rainha Maria em 1919. Ela não é, como às vezes se afirma, feita com diamantes que pertenceram a Jorge III, mas reutiliza diamantes tirados de um colar / tiara comprado pela rainha Vitória de Collingwood & Co. como presente de casamento para a princesa Maria de Teck em 1893. Em agosto de 1936, Maria deu a tiara para sua nora, a rainha Isabel, mais tarde a rainha-mãe. Quando a rainha-mãe, consorte de Jorge VI, usou pela primeira vez a tiara, Sir Henry Channon a chamou de "uma tiara espetada e feia". Mais tarde, ela emprestou a peça para sua filha, Isabel II, como "algo emprestado" para seu casamento com o príncipe Philip em 1947. Quando Isabel estava se vestindo no Palácio de Buckingham antes de partir para a Abadia de Westminster, a tiara quebrou. Felizmente, o joalheiro da corte estava de prontidão em caso de qualquer emergência, e foi levado às pressas para a sala de trabalho por uma escolta policial. A Rainha Mãe tranquilizou sua filha que isso seria resolvido a tempo, e foi. Ela também emprestou para sua neta, a princesa Ana, para seu casamento com o capitão Mark Phillips em 1973. Foi exposta em uma exposição com várias outras tiaras reais em 2001.

### Tiara Franja Jorge III
O Jorge III Fringe Tiara é um circlet incorporando diamantes brilhantes que eram anteriormente propriedade de Jorge III. Originalmente encomendada em 1830, a tiara foi usada por muitas damas da rainha. Originalmente, poderia ser usado como um colar ou colar ou montado em um fio para formar a tiara. A rainha Vitória usou-a como uma tiara durante uma visita à Ópera Real em 1839. Na pintura de Franz Xaver Winterhalter, A Primeira de Maio, concluída em 1851, Vitória pode ser vista usando o príncipe Arthur, o futuro Duque de Connaught e Strathearn. Numa referência velada à adoração dos Magos, o Duque de Wellington é visto presenteando o jovem príncipe.

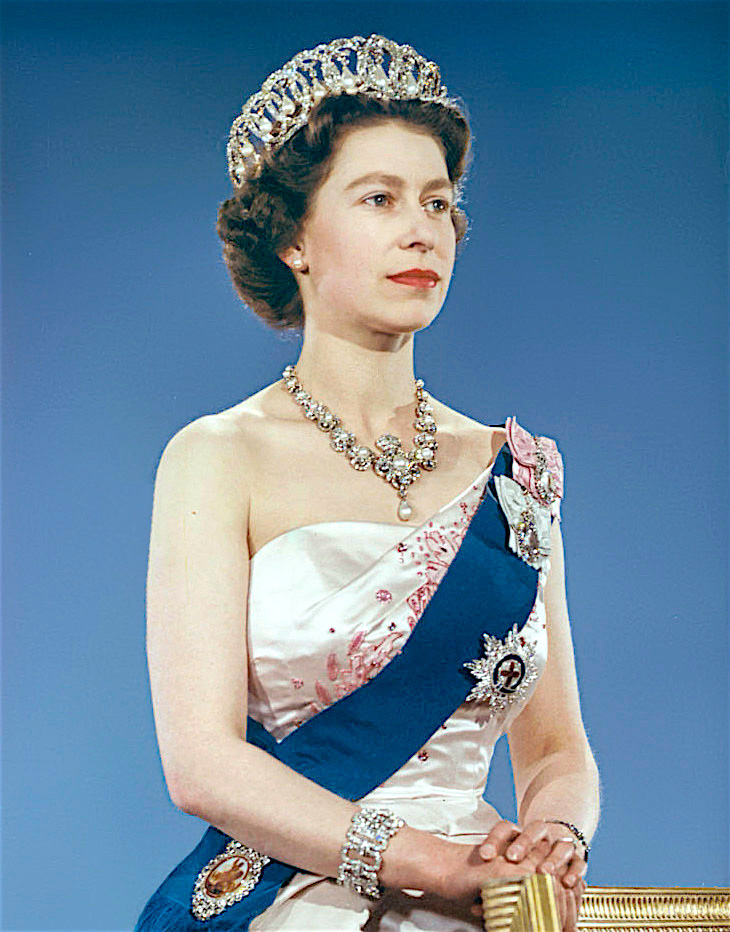
Rainha Isabel II em 1959 usando a tiara de Vladimir juntamente com o Colar do Jubileu da Rainha Vitória, o azul da Jarreteira, o distintivo e a estrela da Jarreteira e as Ordens da Família Real do Rei Jorge V e do Rei Jorge VI.

### Grã-Duquesa Vladimir Tiara
A grã-duquesa Vladimir Tiara (ru: Владимирская тиара), às vezes o diamante e Pearl Tiara, foi comprada, junto com um diamante Rivière, pela Rainha Maria da Grã-Duquesa Elena Vladimirovna da Rússia, mãe da Duquesa de Kent, em 1921 para um preço de £ 28.000. A duquesa, conhecida após seu casamento como Princesa Nicolau da Grécia, herdou-a de sua mãe, a grã-duquesa Maria Pavlovna, que a recebeu como presente de casamento de seu marido em 1874. Ela originalmente tinha 15 grandes pérolas e foi feita pela joalheiro Carl Edvard Bolin a um custo de 48.200 rublos.
Durante a Revolução Russa em 1917, a tiara foi escondida com outras joias em algum lugar no Palácio Vladimir em São Petersburgo, e mais tarde salva da Rússia Soviética por Albert Stopford, um comerciante de arte britânico e agente secreto. Nos anos que se seguiram, a princesa Nicholas vendeu peças de joalheria de sua coleção para sustentar sua família exilada e várias instituições de caridade. 
Rainha Maria de Teck teve a tiara alterada para acomodar 15 das esmeraldas cabochão de Cambridge. As pérolas originais podem ser facilmente substituídas como uma alternativa às esmeraldas. A rainha Isabel II herdou a tiara diretamente de sua avó em 1953. É quase exclusivamente usado junto com as paragens de Cambridge e Delhi Durbar, também contendo grandes esmeraldas. Isabel II usou a tiara em seu retrato oficial como Rainha do Canadá, já que nenhum dos reinos da Commonwealth, além do Reino Unido, tem suas próprias joias da coroa.

### Tiara de Rubi Birmanesa

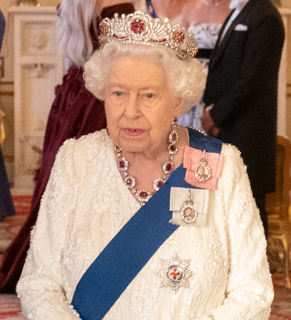
Elizabeth II utilizando a tiara birmanesa durante banquete de estado em 2019.

A Rainha Isabel II encomendou o Tiara de Rubi Birmanesa em 1973, e foi feito por Garrard & Co. usando pedras de sua coleção particular. Ele é projetado na forma de uma coroa de rosas, com prata e diamantes fazendo as pétalas, e cachos de ouro e rubis formando o centro das flores. Um total de 96 rubis são montados na tiara; eles eram originalmente parte de um colar dado a ela em 1947 como um presente de casamento pelo povo da Birmânia (agora Mianmar), que creditou a eles a habilidade de proteger seu dono da doença e do mal. Os diamantes também foram dados a ela como presente de casamento, pelos Nizam de Hyderabad e Berar, que possuíam uma vasta coleção de joias própria.

### Tiara Meninas da Grã-Bretanha e Irlanda

Isabel II vestindo as Tiara Meninas da Grã-Bretanha e Irlanda em um retrato oficial como rainha da Austrália.

A primeira tiara da rainha foi um presente de casamento em 1947 de sua avó, a rainha Maria, que a recebeu como um presente das meninas da Grã-Bretanha e da Irlanda em 1893, por ocasião de seu casamento com o duque de York, mais tarde Jorge V pela E. Wolfe & Co., foi comprada da Garrard & Co. por um comitê organizado por Lady Eve Greville. Em 1914, Maria adaptou a tiara para levar 13 diamantes no lugar das grandes pérolas orientais que cobriam a tiara. Leslie Field, autora de The Queen's Jewels, descreveu-a como "um festão-e-pergaminho com nove grandes pérolas orientais sobre pontas de diamante e sobre uma base de colares redondos alternativos e losangos entre duas faixas planas de diamantes". Inicialmente, Isabel II vestiu a tiara sem sua base e pérolas, mas a base foi recolocada em 1969. A Tiara Meninas da Grã-Bretanha e da Irlanda Tiara é uma das joias mais reconhecidas de Isabel devido ao seu uso difundido em notas e moedas britânicas.

### Tiara Kokoshnik da Rainha Alexandra

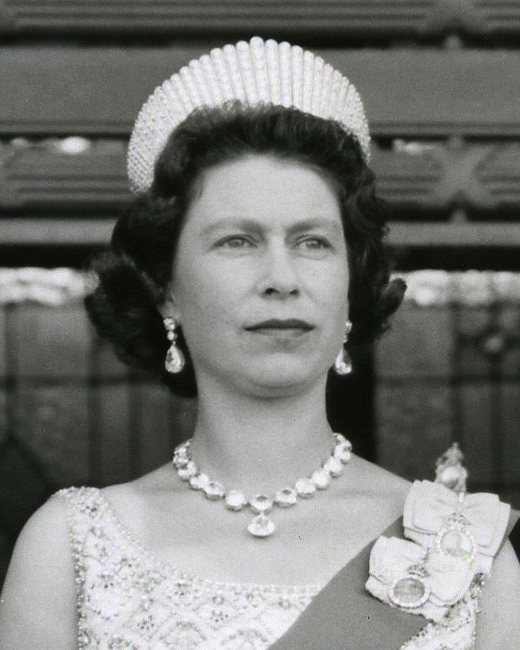
Elizabeth II utilizando a tiara Kokoshnik da Rainha Alexandra.

O Kokoshnik Tiara foi apresentado a Alexandra, Princesa de Gales, como um presente de aniversário de 25 anos de casamento em 1888 por Lady Salisbury em nome de 365 mulheres do Reino Unido. Ela sempre quis uma tiara no estilo de um kokoshnik (pente de galo), um tradicional cocar folclórico russo, e conhecia bem o design de uma tiara pertencente à sua irmã, Marie Feodorovna, a Imperatriz da Rússia. Foi fabricado pela Garrard & Co. e tem barras verticais de ouro branco pavé-set com diamantes, o maior dos quais é de 6,5 cm (2,5 in). Em uma carta para sua tia, a Grã-Duquesa de Mecklenburg-Strelitz, a Princesa Maria escreveu: "Os presentes são muito magníficos [...] As senhoras da sociedade deram [Alexandra] uma linda tiara cravejada de diamantes". Com a morte da rainha Alexandra, a tiara passou para sua nora, a rainha Maria, que a legou a Isabel II em 1953.

### Tiara do nó do amante de Cambridge
Em 1913, a Rainha Maria pediu à Garrard & Co. para fazer uma cópia de uma tiara de propriedade de sua avó, Princesa Augusta de Hesse-Kassel, usando os diamantes e pérolas da própria rainha. Francesa em seu design neo-clássico, a tiara tem 19 pérolas orientais suspensas de laços de nó de amante, cada uma centrada com um grande brilhante. Maria deixou a tiara para Isabel II, que mais tarde a deu a Diana, princesa de Gales, como presente de casamento. Ela usava muitas vezes, principalmente com seu "vestido de Elvis" em uma visita a Hong Kong em 1989, mas em seu divórcio do príncipe Charles foi devolvido à rainha. Em 2015 e 2016, a Duquesa de Cambridge a usou para uma recepção diplomática no Palácio de Buckingham.

### Princesa Andrew do Meandro Tiara da Grécia
Esta tiara foi um presente de casamento para Isabel de sua sogra, a princesa Andrew da Grécia e da Dinamarca. A Meandro Tiara está no padrão clássico grego, com um grande diamante no centro fechado por uma coroa de louros de diamantes. Também incorpora uma coroa de folhas e pergaminhos em ambos os lados. A rainha nunca usou este item em público, e foi dado em 1972 para sua filha, a princesa Ana, que freqüentemente usava a tiara em público, especialmente durante o noivado com o capitão Mark Phillips e por um retrato oficial a marcando. 50º aniversário. Ana emprestou a tiara para sua filha, Zara Philips, para usar em seu casamento com Mike Tindall em 2011.

### Tiara de Halo
Esta tiara, feita pela Cartier em 1936, foi comprada pelo duque de York (mais tarde rei Jorge VI) para sua esposa (mais tarde a rainha-mãe) três semanas antes de se tornarem rei e rainha. Tem uma cascata rolante de 16 pergaminhos que convergem em dois pergaminhos centrais cobertos por um diamante. Ao todo, contém 739 brilhantes e 149 diamantes de bastão. A tiara foi dada a Isabel em seu 18º aniversário em 1944, e foi emprestada pela princesa Margarida, que a usou na coroação de 1953 da rainha Isabel II. Mais tarde, Isabel II emprestou o Halo Tiara à princesa Ana, antes de lhe dar o grego Meander Tiara em 1972. O Halo Tiara foi emprestado à duquesa de Cambridge para usar em seu casamento com o príncipe Guilherme em 2011.

## Brincos

### Brincos de Coroação

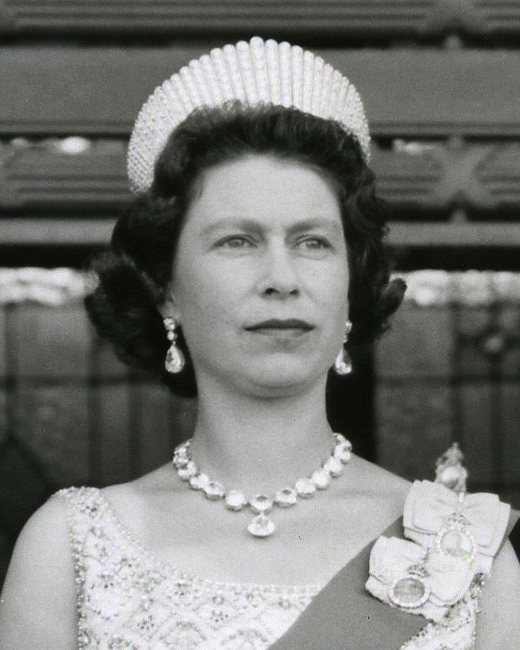
Isabel II usando os Brincos de Coroação e colar correspondente na abertura do parlamento da Nova Zelândia em 1963. Ela também usava a Tiara Kokoshnik.

Como o Colar de Coroação, esses brincos foram usados por rainhas reinantes e consortes em todas as coroações desde 1901. Feitos para a Rainha Vitória em 1858 usando os diamantes de um antigo emblema da Jarreteira, eles são de design típico: um grande brilhante seguido por um menor , com uma grande gota em forma de pêra. As gotas eram originalmente parte do bracelete Koh-i-Noor. Depois de terem sido feitas, Victoria usava os brincos e o colar correspondente na pintura Queen Victoria do pintor da corte europeia Franz Winterhalter.

### Brincos Chandelier Greville
Estes brincos compridos de 7,5 cm (3 pol) feitos pela Cartier em 1929 têm três grandes gotas adornadas com cada moderno corte de diamante. Os brincos foram comprados por Margaret Greville, que os deixou para sua amiga, a Rainha Mãe, em 1942, e os pais de Isabel II os deram a ela em 1947 como presente de casamento. No entanto, ela não foi capaz de usá-los até ter suas orelhas perfuradas. Quando o público notou que seus ouvidos haviam sido perfurados, médicos e joalheiros se viram inundados de pedidos de mulheres ansiosas para ter suas orelhas perfuradas também.

### Brincos de pêra-gota de Greville
Assim como os brincos de lustre e outras 60 peças de joalheria, a sra. Greville deixou para a rainha-mãe um conjunto de brincos de pêra que comprara de Cartier em 1938. Os diamantes em forma de pêra pesam cerca de 20 quilates (4 g ). Diana, princesa de Gales, emprestou-as em 1983 para usar em sua primeira visita oficial à Austrália. Em um banquete do estado, ela usava os brincos com uma tiara da coleção da própria família. Os brincos de pérola Pear-Drop passaram para a rainha após a morte de sua mãe em 2002.

### Brincos da Rainha Vitória
Um par de grandes diamantes de lapidação brilhante combinados perfeitamente como brincos para a Rainha Vitória.

## Colares

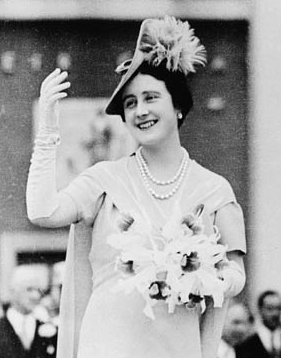
A Rainha Mãe usando as pérolas Queen Anne e Queen Caroline, 1939.

### Rainha Ana e rainha Caroline pérola colares
Ambos os colares consistem em uma única linha de grandes pérolas graduadas com fecho de pérolas. Dizem que o colar Queen Anne pertenceu à rainha Ana, a última monarca britânica da dinastia Stuart. Horace Walpole, o historiador de arte inglês, escreveu em seu diário: "A rainha Ana tinha poucas joias e indiferentes, exceto um colar de pérolas dado a ela pelo príncipe Jorge". A rainha Caroline, por outro lado, tinha uma grande quantidade de joias valiosas, incluindo nada menos que quatro colares de pérolas. Ela usou todos os colares de pérolas para sua coroação em 1727, mas depois teve as 50 melhores pérolas selecionadas para fazer um grande colar. Em 1947, os dois colares foram entregues a Isabel por seu pai como presente de casamento. No dia do seu casamento, Isabel percebeu que havia deixado as pérolas no Palácio de St. James. Seu secretário particular, Jock Colville, foi convidado a ir buscá-los. Ele comandou a limusine do rei Haakon VII da Noruega, mas o tráfego naquela manhã havia parado, por isso mesmo o carro do rei com sua bandeira real voando não poderia chegar a lugar nenhum. Colville completou sua jornada a pé e, quando chegou ao Palácio de St. James, precisou explicar a história estranha aos guardas que protegiam os 2.660 presentes de casamento de Isabel. Eles o deixaram entrar depois de encontrar seu nome em uma lista de convidados, e ele conseguiu levar as pérolas para a princesa a tempo de seu retrato na Music Room do Palácio de Buckingham.

### Colar Rei Faisal da Arábia Saudita
Um presente do rei Faisal da Arábia Saudita, é um colar de franjas em design e conjunto com brilhantes e diamantes de corte de baguete. O rei Faisal comprou o colar, feito pelo joalheiro americano Harry Winston, e o apresentou a ela durante uma visita oficial ao Reino Unido em 1967. Antes de sua partida, a rainha o levou a um banquete no hotel Dorchester. Ela também emprestou o colar a Diana, princesa de Gales, para usar em uma visita de estado à Austrália em 1983.

### Colar Festoon

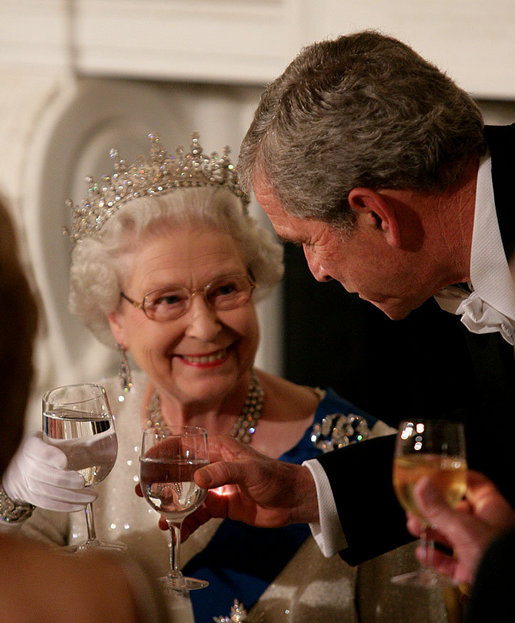
Rainha Isabel II vestindo as meninas da Grã-Bretanha Tiara e o colar de Festoon

Em 1947, Jorge VI encomendou um colar de três filamentos com mais de 150 diamantes de lapidação brilhante de sua coleção herdada. Consiste em três pequenas filas de diamantes com um motivo triangular. O peso mínimo deste colar é estimado em 170 quilates (34 g).

### Colar Rei Khalid de arábia saudita
Este colar foi dado à rainha pelo rei Khalid da Arábia Saudita em 1979. É do desenho do raio de sol e contém tanto diamantes redondos como em forma de pêra. Como o colar do rei Faisal, foi feito por Harry Winston, e a rainha muitas vezes emprestou o colar a Diana, princesa de Gales.

### Colar de colares da Rainha-Mãe
Para a coroação de seu marido, a rainha Isabel, A Rainha Mãe usava o colar de colares da rainha Vitória junto com um colar muito maior. O peso do quilate do colar nunca foi divulgado, mas fica claro, a partir das fotos, que ele contém aproximadamente 45 grandes pinças de diamante.

### Colar de coroação
Feito para a Rainha Vitória em 1858 por Garrard & Co., o Colar de Coroação tem 38 cm de comprimento e é composto por 25 diamantes de almofada e o Lahore Diamond de 22 quilates (4,4 g) como um pingente. Foi usado junto com os Brincos de Coroação pelas rainhas reinantes e consorte em todas as coroações desde 1901.

### Colar do Nizam de Hyderabad
Um colar de diamantes feito por Cartier na década de 1930. Foi um presente de casamento para Isabel em seu casamento com o príncipe Philip do último Nizam de Hyderabad, Mir Osman Ali Khan, em 1947. A Duquesa de Cambridge usou o colar para uma função de caridade na National Portrait Gallery em 2014.

## Broches

### Broche de Franja de Diamante da Rainha Vitoria
Esta peça é feita de "nove cadeias pavimentadas com diamantes brilhantes" na parte inferior e diamantes maiores juntos no topo, que foram dados à Rainha Vitória pelo Sultão Otomano em 1856. A peça era frequentemente usada pela Rainha Isabel, a Rainha Mãe, e depois de sua morte fez parte da coleção de Isabel II.

### Broche Laço Dorset da Rainha Maria
Feito de ouro e prata e definido com brilhantes pavimentadores e um laço pendente articulado, o broche se assemelha a um arco amarrado à fita. A peça foi feita em 1893 pela Carrington & Co. como presente de casamento do Condado de Dorset para Maria, Duquesa de York (mais tarde Rainha Maria). Maria deu o broche para sua neta Princesa Isabel (mais tarde Isabel II) em 1947 como presente de casamento.

### Broche com Pingente de Pérola da Duquesa de Cambridge
Feito por Garrard para Augusta, Duquesa de Cambridge, apresenta uma grande pérola cercada por um conjunto de diamantes. Pendurado como um pingente é uma pérola menor. Foi herdada pela filha de Augusta, Maria Adelaide, duquesa de Teck, que a passou para sua filha, a Rainha Maria. A peça tinha sido usada ocasionalmente pela Rainha Isabel II e apareceu no primeiro retrato formal conjunto de Catarina, Duquesa de Cambridge, com seu marido, o príncipe Guilherme.

### Broche Richmond
O Broche de Richmond foi feito por Hunt e Raskell em 1893, e dado à Rainha Maria como presente de casamento. Ela usou em sua lua de mel, e legou-a a Isabel após sua morte. Possui "diamantes, definidos com duas pérolas — uma grande pérola central redonda e uma pérola destacável", bem como um componente em forma de pera, de gota de pérola, removível.  A grande peça de diamante é uma das maiores dentro da coleção de Isabel II. Isabel II a usou em muitas recepções e compromissos noturnos, incluindo o Festival da Lembrança de 2018 e o funeral de seu marido em 2021.

### Broche de Folha de Bordo de Diamante
A peça foi elaborada pela J. W. Histed Diamonds Ltd. em Vancouver, Canadá. Contém diamantes cortados com baguete montados em platina, formados na forma da folha de árvore de bordo de açúcar, o emblema nacional do Canadá. O broche foi originalmente apresentado à Rainha Isabel (mais tarde a Rainha Mãe) em sua turnê pelo Canadá com seu marido em 1939. A peça foi usada por Isabel II, então princesa, em sua viagem ao Canadá em 1951, e em várias instâncias desde o país e na Grã-Bretanha. Foi usado pela Duquesa da Cornualha em suas viagens ao país em 2009 e 2012. A Duquesa de Cambridge o usou durante suas duas turnês pelo Canadá em 2011 e 2016. 

### Broche de Samambaia Prateada da Nova Zelândia
O broche foi dado a Isabel II por Annie Allum, esposa de John Allum, prefeito de Auckland, durante sua visita à Nova Zelândia em 1953, como presente de Natal "da mulher de Auckland". É "bejewelled com diamantes brilhantes redondos e em forma de baguete", tendo sido projetado para formar a forma de uma samambaia, um emblema da Nova Zelândia. Vários membros da família real usaram a peça em visitas ao país, incluindo a Duquesa de Cambridge.

### Broche australiano Wattle Spray
A Rainha possui um broche wattle, que foi dado a ela pelo primeiro-ministro Robert Menzies em nome do governo e do povo da Austrália em sua primeira visita em 1954. Feito de platina, e definido com diamantes amarelos e brancos, o broche é na forma de um spray de wattle, e flores de árvore de chá. A Rainha tinha usado o broche muitas vezes em suas visitas à Austrália, por exemplo, no Randwick Racecourse em Sydney em 1970, Sydney Opera House em 2000, e durante sua chegada a Canberra em 2006 e 2011, ou para eventos relacionados à Austrália na Grã-Bretanha.

### Broche de Floco de Neve do Jubileu de Safira
O governador-geral do Canadá, David Johnston, presenteou Isabel II com o Broche de Floco de Neve do Jubileu de Safira em uma celebração do sesquicentenário do Canadá na Canada House em 19 de julho de 2017 como um presente do Governo do Canadá para celebrar seu Jubileu de Safira e para comemorar o Canadá 150. David Johnson a presenteou com o broche momentos antes de ela e o Duque de Edimburgo revelarem um novo painel da Passarela do Jubileu fora da Casa do Canadá. O broche foi projetado como um companheiro para o broche de folha de bordo de diamante, a peça foi feita por Hillberg e Berk de Saskatchewan e consiste em safiras de um esconderijo encontrado em 2002 na Ilha Baffin pelos irmãos Seemeega e Nowdluk Aqpik. 

### Broche Ilha de Man do Infinito
Para marcar seu Jubileu de Platina, o governo manx deu à Rainha um broche em forma de ilha, feito lá pela Ilha Element. O projeto do broche 'Infinity Isle of Man' descreve a Ilha com quatro gemas (Blue Topaz, Citrine, Ametista e Esmeralda) representando as cidades de Ramsey, Peel, Castletown e a cidade de Douglas. As cores das pedras foram selecionadas para representar o tartan Manx.

### Broche Greville Scroll
Feita por Cartier em 1929, a peça apresenta "três pérolas ancorando um simples design de pergaminho com manchas de diamante" e foi usada pela Rainha Mãe, que eventualmente passou para a Rainha.

### Broche do Sri Lanka
Presenteada pelo prefeito de Colombo à Rainha durante sua visita de Estado em 1981, a peça apresenta "safiras rosa, azul e amarela, granadas, rubis e água-marinha".

### Cullinan III e IV ("Chips da Vovó")

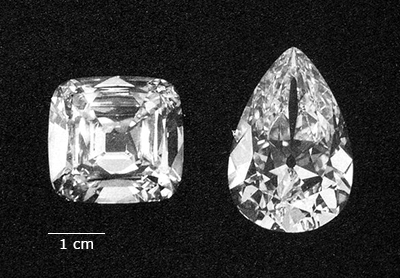
Diamantes Cullinan IV e III.

Cullinan III e IV são duas das várias pedras cortadas do diamante Cullinan em 1905. O grande diamante, encontrado na África do Sul, foi apresentado a Eduardo VII em seu 66º aniversário. Duas das pedras cortadas do diamante foram o Cullinan III de 94,4 quilates (18,88 g), uma pedra clara em forma de pêra e uma pedra em forma de almofada de 63,6 quilates (12,72 g). A rainha Maria de Teck fez essas pedras em um broche com o Cullinan III pendurado no IV. Isabel herdou o broche em 1953 de sua avó. Em 25 de março de 1958, enquanto ela e o príncipe Philip estavam em uma visita de estado à Holanda, a rainha revelou que Cullinan III e IV são conhecidos em sua família como "Granny's Chips". O casal visitou a Asscher Diamond Company, onde o Cullinan havia sido cortado 50 anos antes. Foi a primeira vez que a rainha usou publicamente o broche. Durante sua visita, ela soltou o broche e o ofereceu para exame a Louis Asscher, o irmão de Joseph Asscher que originalmente havia cortado o diamante. Idoso e quase cego, Asscher ficou profundamente comovido com o fato de a rainha ter trazido os diamantes com ela, sabendo o quanto significaria para ele vê-los novamente depois de tantos anos.

### Cullinan V

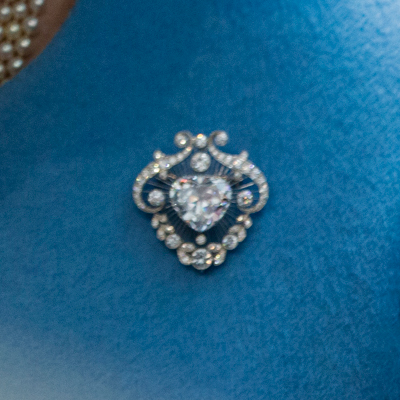
Broche Cullinan V.

O menor Cullinan V de 18,8 quilates (3,76 g) é um diamante cortado em forma de coração da mesma gema áspera que III e IV. Ele está situado no centro de um broche de platina que formou parte do stomacher feito para Rainha Maria de Teck usar no Delhi Durbar em 1911. O broche foi projetado para exibir Cullinan V e é pavé-set com uma borda de pequenos diamantes . Pode ser suspenso do VIII broche e pode ser usado para suspender o pingente VII. Era frequentemente usado assim por Maria, que deixou todos os broches para Isabel quando ela morreu em 1953.

### Broche Safira Príncipe Albert
O broche de safira Prince Albert foi dado pelo príncipe Alberto à rainha Vitória no Palácio de Buckingham em 9 de fevereiro de 1840. Foi um dia antes de seu casamento, e Victoria escreveu em seu diário que Albert foi até sua sala de estar e lhe deu "uma linda safira". broche de diamante ". A pedra central é uma grande safira oblonga cercada por 12 diamantes redondos. Passou de Vitória para a consorte das rainhas, Alexandra da Dinamarca, Maria de Teck e Isabel Bowes-Lyon, e depois passou para Isabel II em sua ascensão ao trono.

### Broches de Arco da Rainha Vitória
Encomendado pela rainha Vitória em 1858, Garrard & Co. fez um conjunto de três broches de arco grande contendo mais de 506 diamantes. Não há registro de Victoria alguma vez usando-os; Alexandra da Dinamarca, Maria de Teck, Isabel Bowes-Lyon e Isabel II foram vistas usando-as com freqüência. Os broches são freqüentemente ajustados para conter uma grande gota de diamante pérola ou esmeralda. A rainha Maria de Teck foi retratada em mais de uma ocasião com os pequenos diamantes Cullinan como as gotas.

## Parures
Uma parure é um conjunto de joias combinadas para serem usadas em conjunto e que se tornou popular na Europa do século XVII.

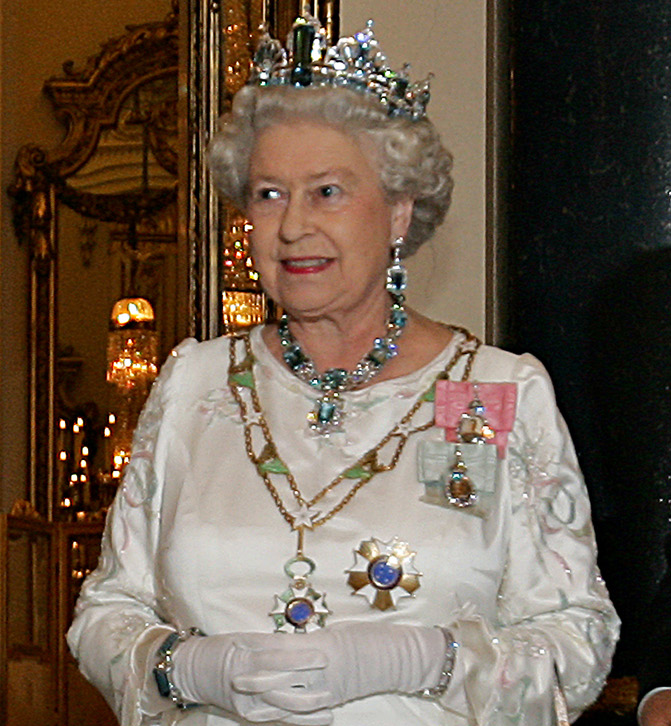
Rainha Isabel II usando a Tiara Agua-Marinha com o colar do Brasil, brincos e pulseira.

### Brazil Parure
O Brazil Parure é um dos mais novos itens de joias da coleção. Em 1953, o presidente e o povo do Brasil presentearam Isabel II com o presente de coroação de um colar e brincos pendentes combinando com águas-marinhas e diamantes. As joalherias Mappin & Webb levaram um ano inteiro para coletar as pedras perfeitamente combinadas. O colar tem nove grandes águas-marinhas oblongas com um pingente de água-marinha ainda maior. A rainha teve o drop set em um cluster de diamantes mais decorativo e agora é destacável. Ela estava tão encantada com o presente que em 1957 ela tinha uma tiara feita para combinar com o colar. A tiara é encimada por três águas termais definidas verticalmente. Vendo que a rainha gostara tanto do presente original da Coroação que ela tinha uma tiara combinando, o governo do Brasil decidiu acrescentar ao presente, e em 1958 apresentou Isabel II com uma pulseira de águas-marinhas oblongas em um conjunto de diamantes, e um broche quadrado de água-marinha e diamante.

### Jorge VI Victorian Suite
A Suíte Vitoriana Jorge VI foi originalmente um presente de casamento de Jorge VI para sua filha Isabel em 1947. A suíte consiste de um longo colar de safiras oblongas e diamantes e um par de brincos quadrados de safira combinando, também bordados com diamantes. A suíte foi originalmente feita em 1850. As pedras combinavam exatamente com a cor das vestes da Ordem da Jarreteira, embora isso possa ter sido uma coincidência da parte de Jorge. Isabel teve o colar encurtado, removendo a maior safira em 1952, e mais tarde teve um novo pingente feito com a pedra removida. Em 1963, uma nova tiara e pulseira de safira e diamante foram feitas para combinar com as peças originais. A tiara é feita de um colar que pertenceu à princesa Luísa da Bélgica, filha de Leopoldo II. Em 1969, a rainha usou a parure completa para um concerto de caridade.

### Queen Alexandra Wedding Parure
Este conjunto, um maior diamante e pérola parure feito por Garrard em 1862, foi encomendado por Albert Edward, Príncipe de Gales (mais tarde Eduardo VII) para sua noiva Alexandra da Dinamarca.  Incluiu uma tiara de diamante conosco e motivos fleur-de-lis, acompanhada de um colar, um broche e um par de brincos, que apresentam pérolas estilo botão e agrupamentos de diamante e pingentes de pérola em forma de pera.  A parure foi passada para a Rainha Maria, que usava o broche e emprestou o colar para sua nora, a Duquesa de York (mais tarde rainha Isabel, a Rainha Mãe).  tornou-se um dos favoritos dela, e após sua morte foi legado a Isabel II, que o deu para sua neta, a Duquesa de Cambridge. 

### Greville Emerald Suite
A origem exata da suíte, que consiste em um colar de esmeraldas e brincos de esmeralda, é desconhecida.  O colar apresenta esmeraldas de corte quadrado em aglomerados de diamantes, e os brincos consistem em esmeraldas cabochon em forma de pera suspensas de garanhões de diamante. A suíte era frequentemente usada pela Rainha Mãe e mais tarde passada para a Rainha. 

### Dubai Sapphire Suite
Em 1979, o governante de Dubai, o Xeque Rashid bin Saeed Al Maktoum, presenteou a Rainha com uma suíte de Asprey, que incluía um colar de laços de diamante, um par de brincos e um anel, durante a visita da Rainha aos Estados do Golfo. Os brincos foram usados pela Duquesa de Cambridge em uma exibição de filme em 2021.

### Emerald Tassel Suite
Usada pela rainha pela primeira vez na década de 1980, a suíte consiste em um colar, um par de brincos, uma pulseira e um anel. Os brincos e a pulseira foram usados pela Duquesa de Cambridge durante um tour pela Jamaica em 2022.

## Pequenas Coroas de 1937
Para a coroação de seus pais em 1937, foi decidido que Isabel e Margarida deveriam receber pequenas versões de coroas para usar na cerimônia. Pequenas coroas ornamentadas de ouro forrado com carmesim e afiado com arminho foram projetados por Garrard & Co. e trazidos para o casal real para inspeção. No entanto, o rei e a rainha decidiram que eram inadequadamente elaborados e pesados demais para as jovens princesas. A Rainha Maria sugeriu que as pequenas coroas fossem de prata em estilo medieval, sem decorações. Jorge VI concordou, e as pequenas coroas foram projetadas com cruzes maltesas e flores-de-lis. Após a coroação, Maria escreveu: "Sentei-me entre Maud e Lilibet (Isabel), e Margaret veio em seguida. Elas pareciam muito doces em seus vestidos de renda e vestes, especialmente quando colocavam suas pequenas coroas". Os conjuntos de coroação estão no Royal Collection Trust.